# کریستین بیلوار
کریستین بیلوار (اوکراینی: Крістіан Русланович Біловар؛ زادهٔ ۵ فوریهٔ ۲۰۰۱) بازیکن فوتبال است.
وی همچنین در تیم‌های ملی فوتبال Ukraine national under-17 football team, Ukraine national under-18 football team، و Ukraine national under-19 football team بازی کرده‌است.